# Télémaintenance
 (avril 2016).
Si vous disposez d'ouvrages ou d'articles de référence ou si vous connaissez des sites web de qualité traitant du thème abordé ici, merci de compléter l'article en donnant les références utiles à sa vérifiabilité et en les liant à la section « Notes et références ».
Ne doit pas être confondu avec Téléassistance.

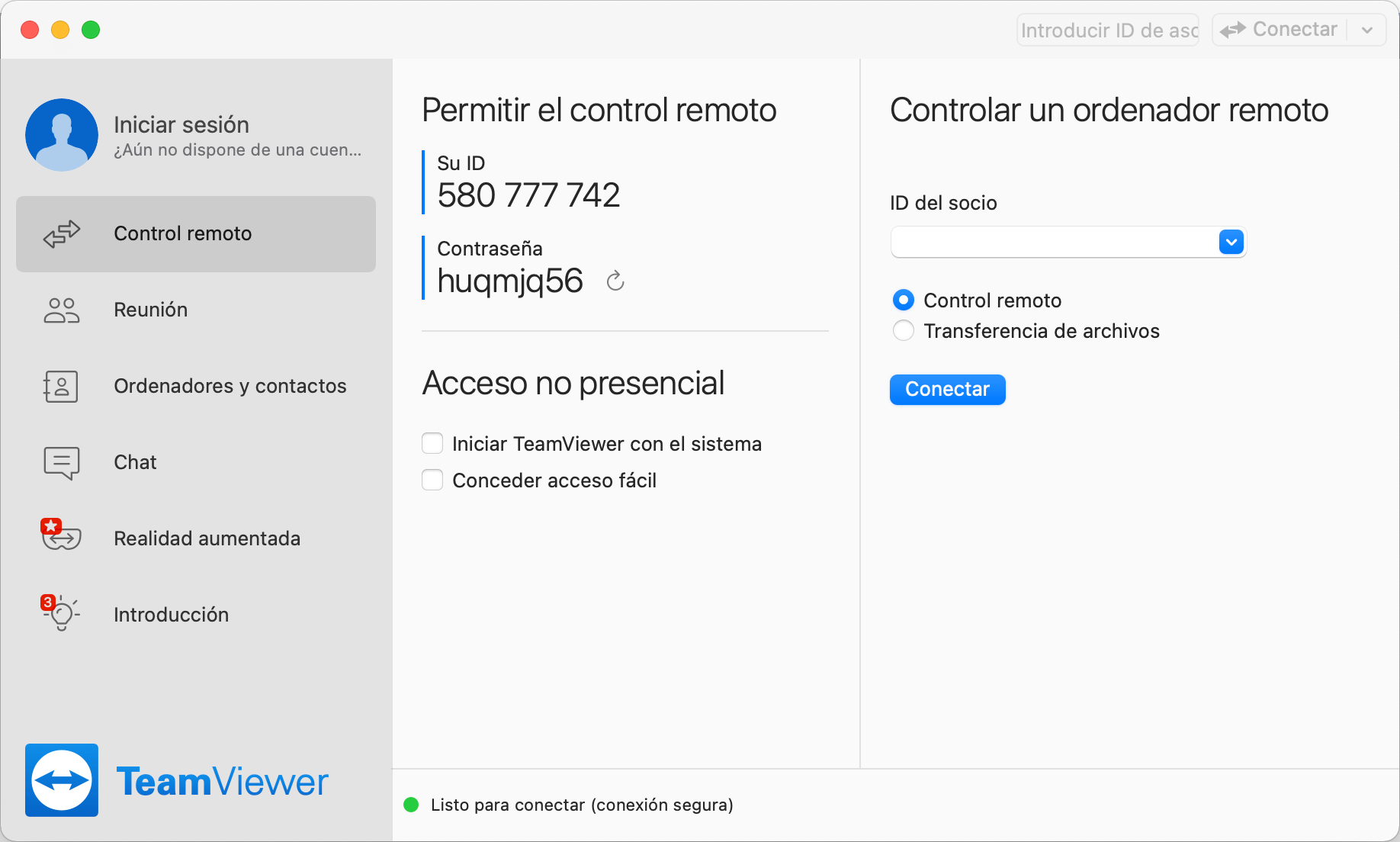
Capture d'écran de TeamViewer 15 sur macOS 12 Monterey (interface utilisateur en espagnol)

La télémaintenance désigne le contrôle à distance d'un système, via un réseau de communication (téléphone, Intranet ou Internet) dans le but de diagnostiquer, gérer et résoudre les problèmes liés à la machine, certains de ces périphériques ainsi que certains problèmes liés à son système d'exploitation.
En informatique, la téléadministration, ou prise de contrôle à distance d'un ordinateur et de son système d'exploitation dans le but d’administrer le système (sauvegarde, mises à jour logiciel, etc.) et de résoudre les problèmes applicatifs des utilisateurs, est une solution bien adaptée aux PME.

## Dans l'informatique
En informatique, la télémaintenance concerne la maintenance du matériel et du logiciel qui s'y rattache et ne concerne pas les applications utilisateurs. Cette maintenance à distance consiste à prendre le contrôle d'un ordinateur distant, généralement celui d'un utilisateur (souvent un client) en difficulté, via le réseau local ou Internet, afin d'effectuer des opérations sur cet ordinateur. Aujourd'hui, elle peut également être utilisée pour gérer un système d'exploitation virtualisé, hébergé en local ou également à distance. La télémaintenance se fait par le biais d'outils d'administration à distance qui proposent plus ou moins de fonctionnalités, comme le transfert de fichiers par exemple. Certains systèmes, comme KVM ou le port série, nécessitent un appareil connecté à la machine distante et pouvant être contrôlé depuis le poste de travail du technicien de maintenance.
- Les protocoles suivants sont ouverts et ont différentes applications ouvertes ou fermées : Commutateur écran-clavier-souris (ou commutateur KVM, indépendant du système), IPMI (indépendant du système, mais dépendant du matériel), Remote Desktop Protocol (ou RDP, indépendant du système), rsh (Remote Shell), Secure Shell (SSH) (ligne de commande ou export application X11 (ou X Window System), Telnet, XDMCP (X Window System) et VNC (indépendant du système), liaison série (généralement UART) compatible VT100 (console texte, indépendant du système, très utilisé dans les systèmes embarqués).

La plupart des systèmes d'exploitations comportent par défaut un ou plusieurs systèmes de contrôle à distance, comme :
- RDP, telnet pour Microsoft Windows ,
- RDP, telnet, rsh, SSH, UART (via TTY) VNC, XDMCP sur Linux ou BSD.

D'autres logiciels ont été développés par des sociétés tierces, permettent la télémaintenance, en passant généralement par des protocoles fermés ou l'un des protocoles ouverts définis ci-dessus : AnyDesk, Bomgar (en), Checklan, NetOp Remote Control, DameWare, Ivanti Endpoint Manager, LogMeIn, PC Anywhere, RustDesk, TeamViewer, Ammyy Admin.

## Dans l'industrie

### Automatisme industriel
En automatisme industriel, on parle aussi beaucoup de télémaintenance pour les « machines » : machines d'emballage, chaudières collectives, stations d'épuration, etc. Dans ces domaines, on modifie à distance, via Internet, le programme des automates de gestion de ces « machines ». La télémaintenance se fait par le biais de modems-routeurs souvent associés à un logiciel assurant une liaison sécurisée (VPN).

### Coopération technique à distance assistée par vidéo
La maintenance à distance par vidéo (en anglais video-assisted maintenance ou VAM, littéralement « maintenance assistée par vidéo ») est une solution de coopération technique à distance entre un expert situé dans un centre technique ou un centre d'appel et un technicien présent sur le terrain et chargé d'intervenir sur un bien. Cette solution repose sur une caméra communicante manipulée par l'intervenant sur le terrain ; l'expert peut visualiser à la fois le flux vidéo en temps réel ainsi que des images haute définition transmises par la caméra. L'expert et le technicien intervenant partagent en temps réel les mêmes éléments de contexte, d'où une coopération technique efficace, renforcée par la capacité qu'a l'expert de superposer des éléments de réalité augmentée sur les images partagées (cette fonctionnalité n'est disponible que sur certaines solutions). Les domaines d'application concernés sont l'industrie (maintenance corrective), les plateformes pétrolières, les appareils aériens, la navigation aérienne, les équipements aéroportuaires, le Bâtiment, la sécurité civile et publique, la Défense). Parmi les solutions présentes sur le marché on peut citer CAMKA System, Reva Anywhere ou Real.

## Dans la bureautique
En bureautique, la télémaintenance consiste à administrer et à faire de la maintenance préventive sur les périphériques (imprimante, multicopieur, numériseur, etc) connectés au réseau d'une entreprise.
On utilise pour cela, un logiciel qui va relever l'état des appareils connectés grâce à différents capteurs placés au sein même des périphériques. Les informations qui sont rendues par ces capteurs sont ensuite comparées à des statistiques de prévisions d'utilisation et de consommations. Cette comparaison va permettre de renseigner un téléopérateur de maintenance sur la consommation d'énergie, l'état et l'usure des pièces électromécaniques pour planifier leur remplacement, gérer l'état du stock de consommable (cartouche d'encre, papier.)
Pour prévenir de toute rupture de la chaîne de production, le téléopérateur a la possibilité de planifier à distance :
- le lancement des mises à jour de la solution de télémaintenance (logiciel applicatif) et du système machine (micrologiciel) ;
- la commande et la livraison des pièces de rechange ou des consommables ;
- la modification ou la réinitialisation des paramètres machines ;
- un rendez-vous entre l'utilisateur et un téléassistant qui peut prendre le contrôle distant du périphérique pour soutenir l'utilisateur dans son activité ;
- l'intervention sur site d'un technicien spécialisé.

En dehors de la téléassistance, toutes ces manœuvres sont réalisées sans intervention d'un utilisateur sur place.